# Brunswický monogramista

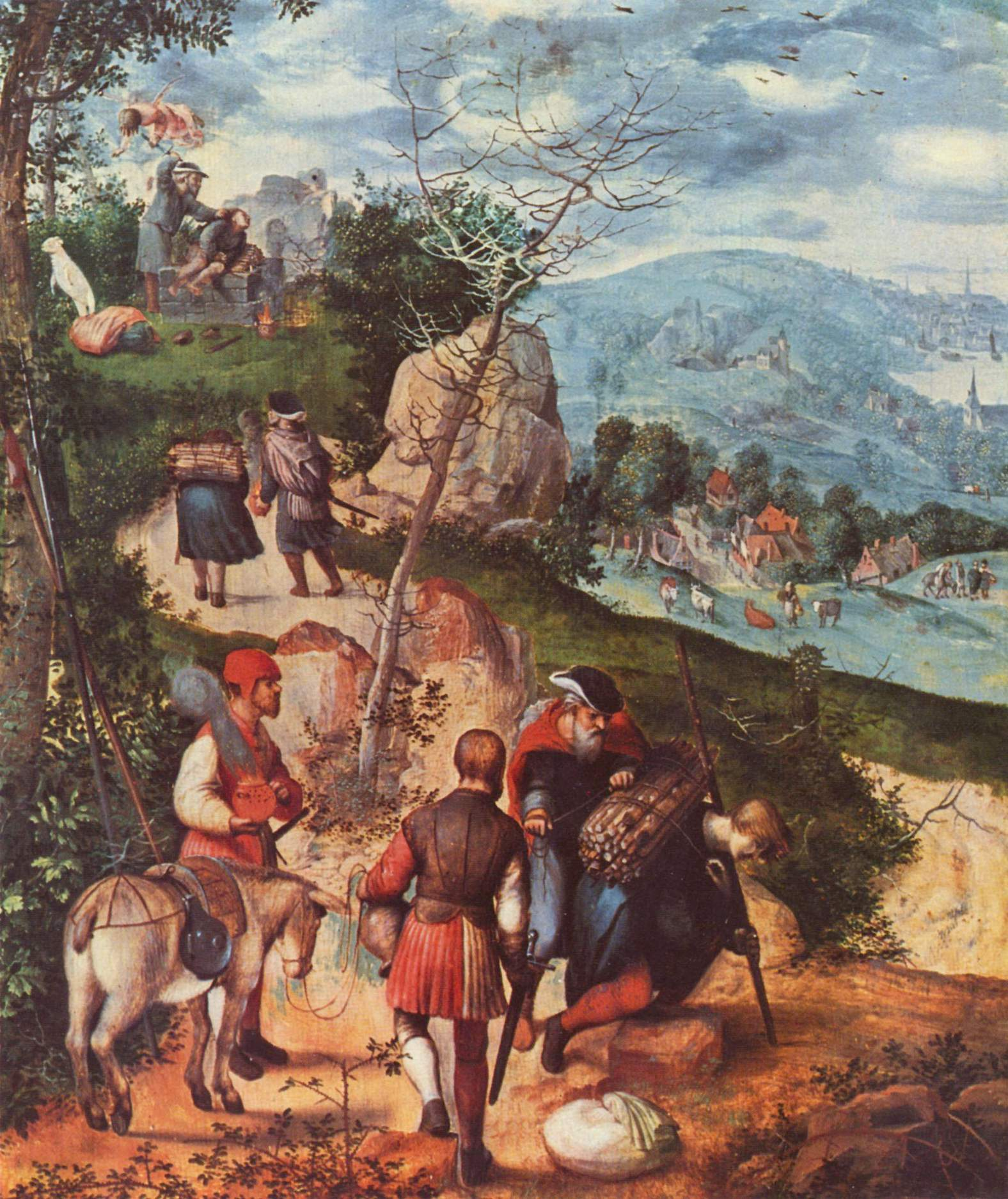
Obětování Izáka (2. čtvrtina 16. století), olej na dřevě, 40 × 32 cm, Muzeum Louvre

Brunswický monogramista (Brunšvický monogramista) byl anonymní nizozemský malíř, činný v době od poloviny do konce 16. století. On (nebo ona) maloval náboženské scény, ale také několik scén světského veselí, včetně scén z nevěstinců a krčem a byl nazýván „nejvýznamnějším předchůdcem Pietera Brueghela staršího“.

## Identita
Monogram, pro který byl malíř označen jako „Brunswick Monogrammist“, se objevil pouze jednou a to na jeho obraze Parable of the Great Supper (Podobenství o Velké večeři), nyní v muzeu Muzeum Herzog Anton Ulrich v Braunschweigu. (Brunswick je historický anglický název německého města Braunschweig, česky Brunšvik). Jeho monogram se skládá z písmen J, V, A, M, S a L. Bohužel ani tato informace ani pečlivá analýza jeho práce nepřinesla shodu ohledně jeho identity. Jeho (nebo její, neboť Verhulst byla žena) obrazy byly přičítány různým malířům, včetně Jana van Hemessena, Maykena Verhulsta nebo Jana van Amstela.

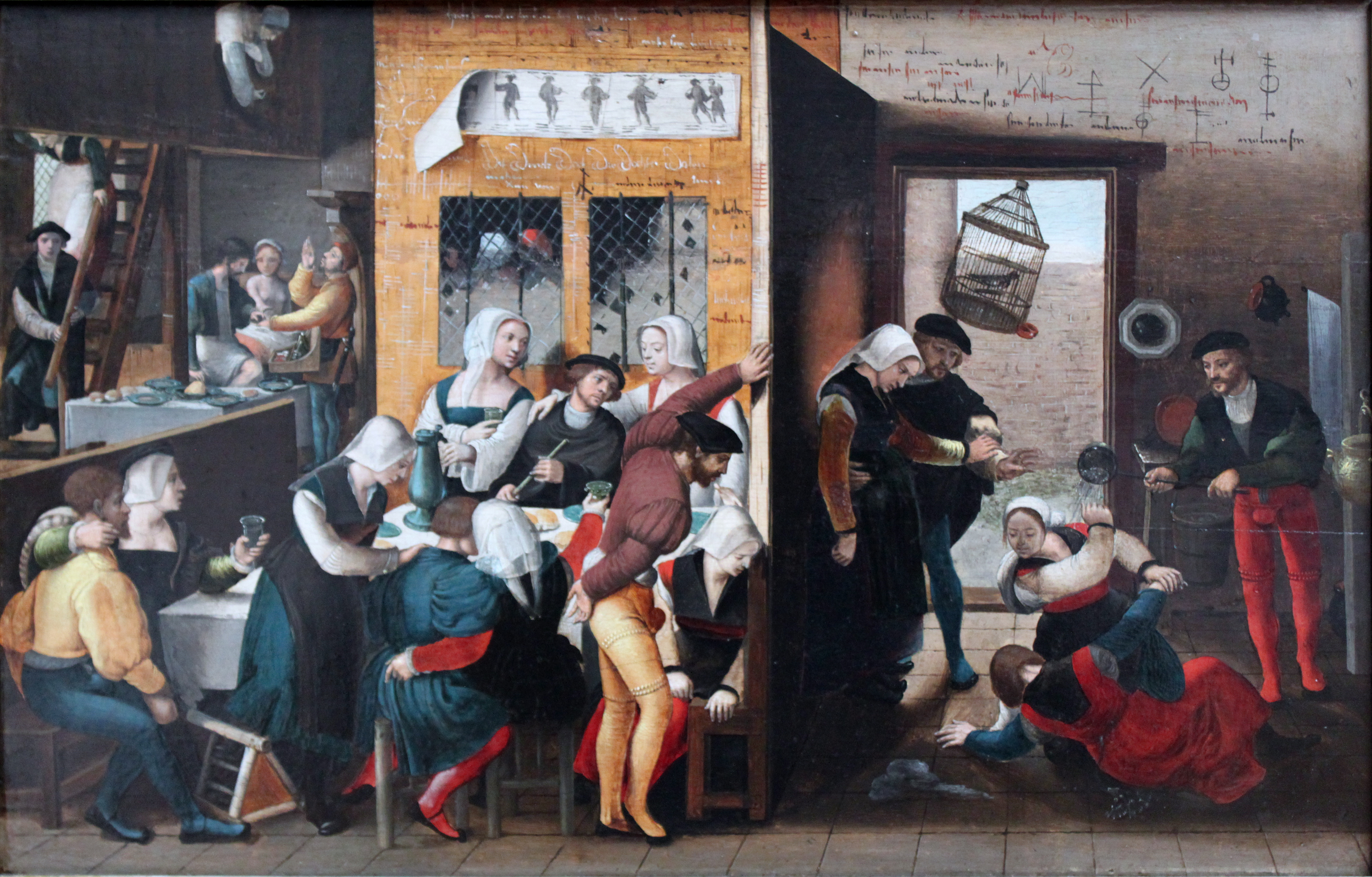
Scéna z nevěstince, 1537; Gemäldegalerie Berlin

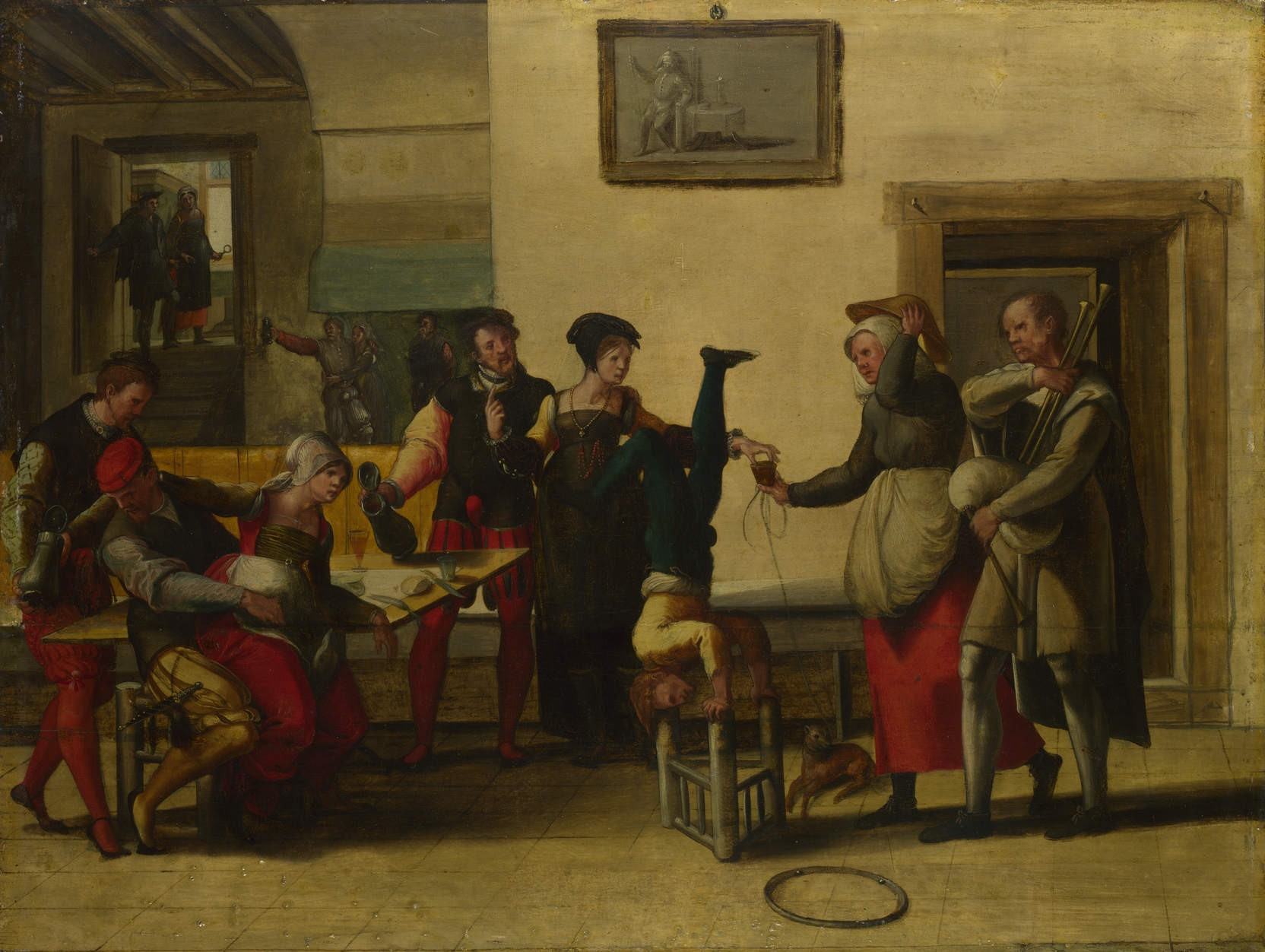
Kočovní herci v nevěstinci (1550–1560). Olej na dřevě, 45,5 cm × 60,7 cm, Národní galerie, Londýn

## Vybrané práce
- Scéna v nevěstinci, (New Haven, Galerie umění Yaleovy univerzity)[5]
- Spor v nevěstinci, (prodáno v květnu 2007, galerie Christie's, Amsterdam)[6]
- Sv. Jan Křtitel, kázání na poušti (prodáno v prosinci 2005, Christie's, Londýn)[7]
- Ejhle člověk (Ecce Homo) (Amsterdam, Rijksmuseum)[8]
- Nasycení pěti tisíců (Herzog Anton Ulrich-Mus)[2]
- Kočovní herci v nevěstinci (Londýn, Národní galerie)[9]
- Scéna v taverně (Berlín, Staatliche Museen zu Berlin)[10]
- Kalvárie
- Nevěstinec, 1537, Gemäldegalerie Berlin